# Vedat Bora
Vedat Bora (27 tháng 1 năm 1995) là một cầu thủ bóng đá Thổ Nhĩ Kỳ thi đấu cho Konyaspor.